# Supermercados bh
O Supermercados BH é um varejista brasileiro com atuação em supermercados, atacarejo e postos de combustível. Presente nos estados de Minas Gerais e Espírito Santo é a maior rede de supermercados de Minas Gerais e a quarta maior do Brasil, de acordo com a Associação Brasileira de Supermercados (ABRAS), o grupo emprega mais de 40 mil pessoas em suas 390 unidades de negócio.

## História

#### Fundação e Primeiros Anos
A empresa foi fundada em maio de 1996 por Pedro Lourenço de Oliveira, que inaugurou sua primeira mercearia no bairro São Benedito, em Santa Luzia, na Região Metropolitana de Belo Horizonte. Nascido em uma família de lavradores na cidade de Paineiras MG, Pedro Lourenço mudou-se para Belo Horizonte aos 18 anos e começou a trabalhar no setor supermercadista, passando por funções como encarregado de estoque, repositor e vendedor, até se tornar supervisor de vendas em uma atacadista.
A estratégia inicial de Pedro foi focar nas áreas periféricas da capital mineira e em pequenas cidades do interior, mercados que ele identificou como mal atendidos pelas grandes redes da época. Nos primeiros anos, todo o lucro era reinvestido na expansão do negócio, permitindo um rápido crescimento orgânico.

#### Consolidação em Minas Gerais
A consolidação da rede em Minas Gerais foi impulsionada por uma estratégia de adquirir unidades de supermercados que não obtinham sucesso e reformá-las. Para financiar essa expansão, em 2004, Pedro Lourenço precisou vender 40% de sua operação. A tática de crescimento também incluía a aquisição de redes menores para adensar sua presença regional. Um exemplo foi a compra do grupo Supermercado Sales, que adicionou 14 pontos comerciais em dez municípios mineiros, incluindo Juiz de Fora e Contagem.
Em 2018, a rede já havia ultrapassado a marca de 200 unidades em Minas Gerais, com planos de focar a expansão no interior do estado. No ano seguinte, já era considerada uma das redes mais importantes de Minas Gerais.

#### Expansão Nacional
O primeiro passo para fora de Minas Gerais ocorreu em 2023, quando a empresa adquiriu 34 lojas do Grupo DMA no Espírito Santo, sendo 13 no formato de atacado e 21 no de varejo. No mesmo ano, adquiriu também a rede Canguru, consolidando sua presença no estado capixaba.
O movimento mais significativo ocorreu em fevereiro de 2025, com a compra da operação da rede Bretas em Minas Gerais, que pertencia ao grupo chileno Cencosud. A transação, no valor de R$ 716 milhões, envolveu 54 lojas de supermercado, oito postos de combustíveis e um centro de distribuição. A aquisição permitiu a entrada do Supermercados BH em regiões estratégicas do estado onde ainda não tinha presença, como o Vale do Aço. A operação foi aprovada com restrições pelo CADE (Conselho Administrativo de Defesa Econômica) para evitar a concentração de mercado em algumas cidades.

#### Modelo de Negócio
O Supermercados BH opera com um modelo de negócio híbrido, combinando o supermercado de varejo tradicional com o formato de atacarejo. O atacarejo é um neologismo que designa um formato de loja que vende tanto no atacado (para pequenos comerciantes) quanto no varejo (para o consumidor final), geralmente com preços mais baixos para compras em maior volume.
A política de preços é um pilar central, com a missão de "entregar produtos de qualidade a preço justo". A empresa afirma praticar uma política de preços uniforme em todas as suas lojas, independentemente da classe social do bairro.
Outro componente estratégico é o investimento em marcas próprias. A rede possui um portfólio com mais de 160 produtos em categorias como bebidas, congelados, higiene, laticínios, limpeza e mercearia. Juntos, esses produtos representam cerca de 8% do faturamento total da companhia.

## Desempenho e Posição de Mercado
O faturamento da rede apresentou um crescimento exponencial, saltando de R$ 1,5 bilhão em 2010 para R$ 21,28 bilhões em 2024. Esse desempenho impulsionou a empresa no ranking da ABRAS, onde subiu da 12ª posição em 2010 para a 4ª em 2025 (referente ao faturamento de 2024), ultrapassando o Grupo Pão de Açúcar (GPA).
| Posição | Supermercado           | Faturamento        | Referencia |
| ------- | ---------------------- | ------------------ | ---------- |
| 1       | Grupo Carrefour Brasil | R$ 120.594.000.000 | [ 11 ]     |
| 2       | Assaí Atacadista       | R$ 80.570.000.000  | [ 11 ]     |
| 3       | Grupo Mateus           | R$ 36.385.706.000  | [ 11 ]     |
| 4       | Supermercados BH       | R$ 21.278.845.531  | [ 11 ]     |
| 5       | GPA                    | R$ 20.047.800.000  | [ 11 ]     |
| 6       | Grupo Muffato          | R$ 17.433.234.858  | [ 11 ]     |
| 7       | Grupo Pereira          | R$ 15.326.536.185  | [ 11 ]     |
| 8       | Mart Minas             | R$ 11.432.757.233  | [ 11 ]     |
| 9       | Cencosud Brasil        | R$ 11.235.202.790  | [ 11 ]     |
| 10      | Grupo Koch             | R$ 10.340.540.000  | [ 11 ]     |

Evolução de Faturamento
| Ano  | Posição | Faturamento em bilhões | Referência |
| ---- | ------- | ---------------------- | ---------- |
| 2010 | 12      | R$ 1,542               | [ 12 ]     |
| 2011 | 11      | R$ 1,904               | [ 12 ]     |
| 2012 | 8       | R$ 2,357               | [ 12 ]     |
| 2013 | 8       | R$ 2,848               | [ 12 ]     |
| 2014 | 8       | R$ 3,408               | [ 12 ]     |
| 2015 | 7       | R$ 3,872               | [ 12 ]     |
| 2016 | 7       | R$ 4,956               | [ 12 ]     |
| 2017 | 7       | R$ 5,474               | [ 12 ]     |
| 2018 | 7       | R$ 6,004               | [ 12 ]     |
| 2019 | 6       | R$ 6,994               | [ 12 ]     |
| 2020 | 7       | R$ 8,971               | [ 12 ]     |
| 2021 | 5       | R$ 11,111              | [ 12 ]     |
| 2022 | 5       | R$ 14,011              | [ 12 ]     |
| 2023 | 5       | R$ 17,388              | [ 12 ]     |
| 2024 | 4       | R$ 21,278              | [ 13 ]     |

Em Minas Gerais, a empresa detém a liderança de mercado. Seus principais concorrentes no estado são o Mart Minas e a DMA Distribuidora (dona das bandeiras Epa e Mineirão Atacarejo) e Coelho Diniz.

## Marketing e Patrocínios
A estratégia de marketing do Supermercados BH é fortemente associada ao esporte, principalmente ao futebol. A empresa patrocina diversos clubes profissionais em Minas Gerais e no Espírito Santo, incluindo parcerias de longa data com o América FC, Atlético Mineiro e Cruzeiro e patrocínios a clubes como Ipatinga FC, Betim Futebol, Pouso Alegre, Villa Nova e Uberaba Sport Club em Minas Gerais, e em Espírito Santo patrocina clubes como a Desportiva Ferroviária, Estrela do Norte, Nova Venécia, Rio Branco Atlético Clube, Serra e Vitória-ES.

## Responsabilidade Social

#### Iniciativas e Projetos
A empresa divulga diversas ações de responsabilidade social e ambiental. Entre as iniciativas estão o apoio ao projeto "Lacre do Bem", que troca lacres de alumínio por cadeiras de rodas, e o "Troco Solidário", que arrecada fundos para instituições de caridade. A rede também é uma grande doadora de alimentos para o programa Mesa Brasil, tendo doado 615 toneladas no primeiro semestre de 2025. No pilar ambiental, possui parcerias para a reciclagem de embalagens e incentiva o uso de caixas de papelão em vez de sacolas plásticas.